# Project Steve
Project Steve é uma lista de cientistas com nome próprio Stephen ou uma variante desse nome (por exemplo, Stephanie, Stefan, Esteban, etc.) que "apoiam a evolução". Foi originalmente criada pelo National Center of Science Education como uma paródia das tentativas criacionistas de juntar uma lista de cientistas que "questionam a evolução", tal como a lista de cientistas que aceita a versão bíblica da Criação segundo o Gênesis promovida pela organização Answers in Genesis ou na lista Dissidência científica contra o darwinismo do Discovery Institute. A lista goza com tais iniciativas para tornar claro que, "Não queremos induzir o público a pensar que questões científicas são decididas por quem tem a maior lista de cientistas!"